# Saarijärvi (sjö i Finland, Lappland, lat 66,85, long 24,15)
Saarijärvi är en sjö i Finland. Den ligger i kommunen Pello i landskapet Lappland, i den norra delen av landet, 700 km norr om huvudstaden Helsingfors. Saarijärvi ligger 126,1 meter över havet. Arean är 17,4 hektar och strandlinjen är 2,56 kilometer lång. Sjön  ingår i Torne älvs huvudavrinningsområde. 